# Paragus longistylus
Paragus longistylus är en tvåvingeart som beskrevs av John Richard Vockeroth 1986. Paragus longistylus ingår i släktet stäppblomflugor, och familjen blomflugor. Inga underarter finns listade i Catalogue of Life.